# Nicolas Meeùs (rugby à XV)
Pour les articles homonymes, voir Nicolas Meeùs et Meeus.

a Compétitions nationales et continentales officielles uniquement.

b Matchs officiels uniquement.
Nicolas Meeùs, né le 26 avril 1986, est un joueur de rugby à XV belge évoluant au poste d'arrière ou d'ailier. Il joue depuis 2005 au Kituro Rugby Club et est régulièrement appelé en sélection nationale.

## Biographie
Nicolas Meeùs fait ses premiers pas avec le ballon ovale chez les scouts[réf. nécessaire]. À l'âge de 15 ans, il rejoint le collège de Saint-Benoît de Maredsous et s'y entraîne de manière régulière avec ces camarades de classe[réf. nécessaire]. Il commence à jouer comme demi de mêlée mais très rapidement, il se repositionne à l’arrière[réf. nécessaire]. Malgré de très bons résultats avec l’équipe du Collège de Maredsous, il manque la finale nationale lors de sa dernière année de secondaire. Cette année-là, c'est en effet le collège de Godinne-Burnot qui se qualifia du côté francophone.
En septembre 2005, il rejoint le club du Kituro à Schaerbeek en catégorie des moins de 20 ans où il est entraîné par John Catteau. Il remporte le titre avec l’entente Kituro/BUC lors de la saison 2005-2006.
Trop peu expérimenté dans le « rugby de club » et poussé par l’envie de rejouer avec ses camarades d’école, Nicolas lance une nouvelle équipe au sein du club : les Blacks Panthers. Il est capitaine pendant deux ans de cette équipe qui existe toujours et joue actuellement en division 3.
Remarqué pour sa constance et sa détermination[réf. nécessaire], Nicolas est alors appelé en équipe première du Kituro avec qui il remporte le championnat dès sa première année de titularisation lors de la saison 2008-2009.
Son punch, la qualité de son plaquage mais aussi ses bonnes capacités de botteurs le font remarquer de l’entraîneur national Richard McClintock[réf. nécessaire]. Après un premier test convaincant contre l'équipe de France militaire en avril 2009,[réf. nécessaire], il devient progressivement un titulaire de l'équipe et participe à plusieurs rencontres en division 1B du championnat européen des nations 2010-2011,. Il y joue au poste de trois-quarts aile. Il participe à la première montée historique du groupe en première division du Championnat européen des nations à la suite de la victoire en Allemagne.
Il évolua ensuite à l'arrière et comme buteur régulier du XV belge, participa à la remontée en première division du Championnat international d'Europe en 2016, jusqu'à jouer son dernier match international en mars 2017 contre la Roumanie au Petit Heyzel. Depuis, il a été comparé à de grandes pointures, dont Jonny Wilkinson.
Il joua également deux coupes d'Europe (Continental Shield) avec son club en 2015 et les Belgium Barbarians en 2018.
Le 21 novembre 2021, c'est très ému que Nicolas met un terme à sa carrière de joueur de rugby au Kituro à l'occasion du derby Bruxellois Kituro-Boitsfort.
Pour l'anecdote, le Kituro l'emporte 20-16 et Nicolas inscrira la dernière pénalité.

## Palmarès
- Vainqueur du championnat de Belgique en 2009, 2011 et 2015
- Vainqueur du championnat de division 5 en 2007
- Vainqueur du championnat de Belgique junior en 2006